# Lorena Villablanca
Lorena Villablanca Esquivel (Chillán, 19 de agosto de 1969) es una grabadora y pintora chilena adscrita al arte contemporáneo, y que ha incursionado en el arte figurativo y lo primitivo e ingenuo, mientras que de acuerdo al crítico de arte Waldemar Sommer, parte de su obra tiene elementos adscritos al arte abstracto.

## Vida y obra
Estudió licenciatura en artes plásticas en la Universidad de Concepción, y posteriormente licenciatura en arte en la Pontificia Universidad Católica de Chile.
A través del uso de técnicas mixtas y diversos materiales, Lorena busca que el espectador realice una «reflexión de su entorno y (...) del imaginario colectivo» a través de distintos formatos: pequeños, medianos y grandes; su obra va desde la imaginería a lo figurativo, cuya iconografía —de acuerdo a la crítico de arte Carolina Lara— es «de trazo expresionista donde confluyen erotismo, religiosidad y cultura popular».
Exposiciones y distinciones
Ha participado en varias exposiciones individuales y colectivas durante su carrera, entre ellas las muestras Proyecto Genio de la Bastilla (1999) en el Museo de Arte Contemporáneo de Santiago, Residencia en el Valle (2005) en el Museo de Artes Visuales de Santiago y en el Museo Nacional de Bellas Artes de Chile, Santiago un Nombre para el Arte (1990) y Concurso Proyectarte ' 93 (1993) en esta misma institución y Encierro (2010) en el Museo de Arte Contemporáneo de Valdivia, entre otras exposiciones en Chile, América Latina y Estados Unidos.
Parte de su trabajo se encuentra en la Pinacoteca de la Universidad de Concepción, tras una donación a dicha institución que la propia Lorena realizó en 1990; ésta incluye 24 xilografías que reúnen parte de su obra realizada desde 1990.